# Центр документации Камбоджи
Центр документа́ции Камбо́джи (сокр. ЦДК; англ. Documentation Center of Cambodia, DC-Cam) — камбоджийская неправительственная организация, основанная в 1995 году в рамках программы Йельского университета и занимающаяся документированием преступлений против человечности, совершенных во время геноцида в Камбодже, организованного и осуществленного тоталитарным коммунистическим режимом так называемых «красных кхмеров», — крайне левого течения аграрного, маоистского толка, — находившегося у власти в стране в 1975—1979 годах. В 1997 году ЦДК стал независимой неправительственной организацией, а ряд исследователей центра на протяжении ряда лет занимался систематизацией документов из концентрационных лагерей (в частности из печально известной тюрьмы — Туольсленга), нанесением на карты мест массовых захоронений (полей смерти), записью свидетельских показаний оставшихся в живых и увековечиванием памяти жертв политического террора.

## История
В декабре 1994 года программа Йельского Университета по изучению геноцида в Камбодже (англ. CGP) выиграла первоначальный грант в 499 тысяч долларов США, который предоставил Отдел по расследованию геноцида в Камбодже, входивший в Бюро по Восточной Азии и Тихому Океану Государственного департамента США. В 1996 году в Пномпене в рамках программы был открыт доступ к ста тысячам страниц архивов бывшей службы безопасности коммунистического режима — Сантебаль.

## Организация
В настоящее время ЦДК имеет крупнейшее в мире собрание материалов по геноциду в Камбодже с более чем 155 000 страниц документов и 6000 фотографий. Сотрудники организации проводят многочисленные научные исследования, ведут просветительскую деятельность, реализуют образовательные проекты, которые способствовали выпуску большого количества литературы о режиме «красных кхмеров», появлению национальной образовательной программы о геноциде в Камбодже. Помимо этого ЦДК занимается поддержкой программ а также программ по увековечиванию памяти жертв геноцида и реабилитации пострадавших от коммунистического режима.
В августе 2006 года бывший посол США в Камбодже Джозеф Муссомели высоко оценил работу сотрудников и добровольцев из ЦДК за их работу по документированию преступлений против человечности.

## Дальнейшие перспективы
В 2008 году Министерство образования Камбоджи выделило центру участок земли в Пномпене на общей площадью около 450 кв. м. ЦДК планирует построить на этом месте постоянный научно-исследовательский центр.